# Prisma de Wollaston
Un Prisma de Wollaston es un tipo de prisma óptico que separa la luz entrante en dos haces polarizados ortogonalmente. 

## Funcionamiento
Fue inventado por el químico inglés William Hyde Wollaston el cual, unió con pegamento óptico por la hipotenusa dos prismas triangulares rectos formados de calcita (espato de Islandia) con ejes ópticos perpendiculares. La luz entra por una de las facetas laterales y se divide en dos haces al incidir en el corte diagonal. Los haces salientes divergen del prisma con un ángulo que depende del ángulo de corte de los prismas y de la longitud de onda de la luz. Hay disponibles prismas comerciales con un ángulo de divergencia de entre 15º y 45°.
Hay que destacar que este tipo de prisma no es un prisma polarizador en sí, sino que separa la luz previamente polarizada en dos haces.

## Variantes
Sobre el diseño del prisma de Wollaston existen diversas variantes con diferencias menores que se tratan a continuación.

### Prisma de Nomarski
Una variante del prisma de Wollaston es el prisma de Nomarski, llamado así en honor al físico polaco Georges Nomarski, el cual contribuyó con su invento al desarrollo de la microscopía de contraste diferencial de interferencia, también llamada microscopía de Nomarski. Es igual a un prisma de Wollaston con la particularidad de que uno de los prismas que forman la unión está cortado de manera que su eje óptico quede orientado oblicuamente con respecto a la superficie plana del prisma. Esto causa que el punto focal del haz de luz quede fuera del prisma lo que permite mayor flexibilidad, de manera que al ajustar el microscopio el prisma puede ser enfocado.
es un prisma que separa la luz entrante en 2 polarizados otorgalmente este prisma se utiliza para saber la radiación de la luz entrante .

### Prisma de Rochon y prisma de Sénarmont
Estos prismas reciben su nombre de los científicos franceses que los crearon, Alexis-Marie de Rochon y Henri Hureau de Senarmont. Difieren entre sí en la orientación de los ejes ópticos de los cristales y en la trayectoria de los haces divergentes. En ambos, el eje del primer cristal es paralelo al haz de luz incidente, mientras que el eje del segundo cristal es perpendicular al primero en ambos pero paralelo al plano de corte en el Rochon y girado 90° en el de Sénarmont.